# Фінал Кубка Бельгії з футболу 2024
Фінал Кубка Бельгії з футболу 2024 — фінальний матч 69-го розіграшу Кубка Бельгії. Гра відбулась 9 травня 2024 року на «Стадіоні короля Бодуена» у Брюсселі. У матчі зустрілись «Юніон» та «Антверпен». Для «Юніона» ця участь у фіналі Кубка Бельгії стала 3-ою і першою за 110 років (з 1914 року). Натомість для «Антверпена» — це був 6-й фінал, де востаннє команда грала минулого року. Таким чином «Антверпен» став першим з 1996 року клубом після «Брюгге», що захищав свій титул («Брюгге» здобув перемогу 1995 року, а потім — 1996).
Головним арбітром був Ерік Ламбрехтс. Гру наживо змогли побачити 47 000 глядачів. «Юніон» переміг з рахунком 1–0 завдяки голу Кокі Матіди наприкінці першого тайму, який у підсумку був визнаний найкращим гравцем матчу. Для «Юніона» цей титул став третім виграним Кубком Бельгії, а також першим здобутим трофеєм з 1935 року.
Матч транслювали на телеканалах Sporza і RTL.

## Шлях до фіналу

### «Юніон»
| Раунд                                 | Суперник      | Рахунок |
| ------------------------------------- | ------------- | ------- |
| 7                                     | Ме (д)        | 2–1     |
| 8                                     | Беверен (г)   | 2–0     |
| 1/4                                   | Андерлехт (д) | 2–1     |
| 1/2                                   | Брюгге (г)    | 1–2     |
| 1/2                                   | Брюгге (д)    | 2–0     |
| Позначки: (д) = вдома; (г) = в гостях |               |         |

«Юніон» розпочав змагання з сьомого раунду, де його суперником став «Ме» з Другого дивізіону. 1 листопада 2023 року у домашньому поєдинку на «Жозеф Марієн» господарі перемогли з рахунком 2–1 завдяки голам Федде Лейсена і Матіаса Расмуссена. У восьмому раунді команда на виїзді грала проти «Беверена» із Челленджер Про Ліги, а гра відбулася 7 грудня на полі «Фрітхеля». Матч закінчився перемогою «Юніона» з рахунком 2–0 завдяки автоголам Шелдона Бато і Годена Кояліпу. У чвертьфінальному матчі «Юніон» вдома приймав клуб Про Ліги «Андерлехт», а поєдинок відбувся 25 січня 2024 року на полі «Жозеф Марієн». У першому таймі господарі забили двічі: Лоїк Лапуссен відкрив рахунок, а Кевін Родрігес його подвоїв ударом з пенальті. У другому таймі Андерс Дреєр забив за «Андерлехт», але матч завершився перемогою «Юніона» (2–1). 
У півфінальній серії з двох матчів «Юніон» грав на виїзді з клубом Про Ліги «Брюгге», перший поєдинок якої відбувся 7 лютого на стадіоні «Ян Брейдел» і завершився перемогою господарів 2–1. За «Брюгге» голи забили Андреас Сков Ольсен і Ферран Жутгла, а за гостей на 93-й хвилині відзначився Кокі Матіда. У другому матчі півфіналу, що відбувся 29 лютого на «Жозеф Марієн», «Юніон» здобув перемогу (2–0): на 75-й хвилині Мохамед Амура відкрив рахунок у грі, а Росс Сайкс подвоїв його на 92-й хвилині. У підсумку «Юніон» пройшов «Брюгге» за сумую двох матчів 3–2, провбившись до фіналу Кубка Бельгії вперше з 1914 року.

### «Антверпен»
| Раунд                                 | Суперник            | Рахунок |
| ------------------------------------- | ------------------- | ------- |
| 7                                     | Лірс Кампезонен (г) | 4–1     |
| 8                                     | Шарлеруа (д)        | 5–2     |
| 1/4                                   | Левен (г)           | 3–2     |
| 1/2                                   | Остенде (г)         | 1–1     |
| 1/2                                   | Остенде (д)         | 3–0     |
| Позначки: (д) = вдома; (г) = в гостях |                     |         |

«Антверпен» розпочав змагання з сьомого раунду проти клубу «Лірс Кампезонен» з Челленджер Про Ліги. Матч відбувся 1 листопада 2023 року на виїзді на стадіоні «Герман Вандерпуртенстадіон», а перемогу здобув «Антверпен» з рахунком 4–1: голи за команду забили Тобі Алдервейрелд, Джордж Іленіхена, Річі Де Лат і Оббі Уларе, який забив автогол. У восьмому раунді команда вдома приймала «Шарлеруа» з Про Ліги, а гра відбулась 6 грудня на «Босейлстадіоні». У першому таймі гості вийшли уперед завдяки голам Одая Даббага і Дана Гейманса. За «Антверпен» потім м'ячами відзначились Чідера Еджуке, двічі Вінсент Янссен, Іленіхена і Мехді Букемір (автогол), а рахунок був зафіксований 5–2 на користь господарів.
У чвертьфінальному матчі «Антверпен» на виїзді грав з представником Про Ліги «Левеном», а поєдинок відбувся 24 січня 2024 року на «Ден Дреф». Юссеф Мазіз вже на 2-й хвилині вивів господарів уперед, на що «Антверпен» у першому таймі відповів дублем Янссена, а в другому Зено Ван Ден Босх збільшим перевагу 1–3. Матьє Мертенс забив ще один м'яч за «Левен», а остаточний рахунок матчу став 2–3 на користь «Антверпен». У півфінальній серії з двох матчів «Антверпен» зустрічався на виїзді з клубом Про Ліги «Остенде». Перший поєдинок серії відбувся 8 лютого на «Діас-Арені» і завершився унічию 1–1. На 24-й хвилині Махамаду Думбія вивів гостей уперед, а на 37-й Юен Гендерсон його зрівняв. У другому матчі півфіналу «Антверпен» вдома переміг 3-0, а голи забили Ван Ден Босх та Іленіхена, який оформив дубль.

## Матч

### Деталі
| 9 травня 2024 15:30 |

| Юніон        | 1–0 | Антверпен |
| ------------ | --- | --------- |
| Матіда 45+1' |     |           |

| «Стадіон короля Бодуена», Брюссель Глядачів: 47 000 Арбітр: Ерік Ламбрехтс |

| Юніон | Антверпен |

| В                  | 49 | Антоні Моріс (к)      | 90+1' |       |
| ЗХ                 | 5  | Кевін Мак Аллістер    |       |       |
| ЗХ                 | 26 | Крістіан Берджесс     | 16'   |       |
| ЗХ                 | 28 | Кокі Матіда           |       |       |
| ПЗ                 | 21 | Алессіо Кастро-Монтес | 90'   |       |
| ПЗ                 | 4  | Матіас Расмуссен      |       | 84'   |
| ПЗ                 | 24 | Шарль Вангутт         |       |       |
| ПЗ                 | 10 | Лоїк Лапуссен         |       | 81'   |
| ПЗ                 | 23 | Камерон Пуертас       |       |       |
| НП                 | 29 | Густав Нільссон       |       | 81'   |
| НП                 | 47 | Мохамед Амура         | 24'   | 90+6' |
| Запасні:           |    |                       |       |       |
| В                  | 12 | Гайнц Лінднер         |       |       |
| ЗХ                 | 26 | Росс Сайкс            |       | 81'   |
| ПЗ                 | 8  | Жан Тьєррі Лазар      |       | 90+6' |
| ПЗ                 | 27 | Ноа Садікі            |       | 84'   |
| НП                 | 7  | Елтон Кабангу         |       |       |
| НП                 | 11 | Генок Теклаб          |       |       |
| НП                 | 13 | Кевін Родрігес        |       | 81'   |
| Головний тренер:   |    |                       |       |       |
| Александер Блессін |    |                       |       |       |

| В                | 91 | Сенне Ламменс         |     |     |
| ЗХ               | 2  | Річі Де Лат           |     | 73' |
| ЗХ               | 23 | Тобі Алдервейрелд (к) |     |     |
| ЗХ               | 33 | Зено Ван Ден Босх     | 88' |     |
| ПЗ               | 5  | Овен Вейндал          |     | 86' |
| ПЗ               | 24 | Юрген Еккеленкамп     |     | 86' |
| ПЗ               | 27 | Мандела Кейта         |     |     |
| ПЗ               | 6  | Еліот Матазо          | 30' | 73' |
| ПЗ               | 10 | Мішель-Анж Баліквіша  |     |     |
| НП               | 7  | Гірано Керк           |     | 73' |
| НП               | 18 | Вінсент Янссен        | 88' |     |
| Запасні:         |    |                       |     |     |
| В                | 81 | Нільс Девалкенер      |     |     |
| ЗХ               | 34 | Єлле Батай            |     | 73' |
| ЗХ               | 44 | Сумаїла Кулібалі      |     | 86' |
| ПЗ               | 8  | Альхассан Юсуф        |     | 73' |
| НП               | 9  | Джордж Іленіхена      |     | 86' |
| НП               | 19 | Чідера Еджуке         |     | 73' |
| НП               | 60 | Віктор Удо            |     |     |
| Головний тренер: |    |                       |     |     |
| Марк ван Боммел  |    |                       |     |     |

| Гравець матчу: Кокі Матіда (Юніон) | Регламент матчу - 90 хвилин основного часу. - 30 хвилин овертайму у разі потреби. - Післяматчеві пенальті у разі потреби. - Сім запасних з кожної сторони. - Максимум п'ять замін, шоста допускається тільки у додатковий час. |